# Stelis aloisii
Stelis aloisii är en orkidéart som först beskrevs av Rudolf Schlechter, och fick sitt nu gällande namn av Alec M. Pridgeon och Mark W. Chase. Stelis aloisii ingår i släktet Stelis och familjen orkidéer. Inga underarter finns listade i Catalogue of Life.